# Alba Muñoz
Alba Muñoz (Barcelona, 1985) és una periodista i escriptora catalana.
Després d'estudiar Periodisme, enfrontada a la incertesa del futur laboral, quan en el 2008 les ofertes de treball escassejaven als mitjans, va decidir apuntar-se a una expedició a Bòsnia i Hercegovina. Aquest fet va marcar el seu futur. Des d'aleshores ha treballat com a freelance a diverses zones del món, entre les quals destaquen els Balcans, Orient Mitjà i Sud-est Asiàtic. Entre el 2018 i el 2019 va viure a Sud-àfrica, des d'on va escriure per a El País i 5W. Ha tingut col·laboracions amb la BBC, 20 Minutos, La Vanguardia, El Mundo, ElDiario.es o FronteraD, i també, durant cinc anys, com a escriptora, guionista i redactora a la revista digital PlayGround Magazine, on es va especialitzar en periodisme digital i feminismes. Ha col·laborat sovint amb mitjans de parla hispana, i ha treballat en comunicació i com a guionista en projectes audiovisuals. Recentment, ha dirigit el seu primer documental, Now You Are a Woman que va guanyar el premi del públic al Festival de cinema LGTBI Fire!! 2019. Entre maig i juny del 2023 va fer una estada a la residència literària 'Finestres'. També ha escrit la seva primera novel·la, Polilla, una novel·la que té el seu origen en un treball d'investigació periodística que va fer sobre el tràfic de dones durant la postguerra a Bòsnia i Hercegovina, fruit dels seus viatges per països en situació de conflicte, i en el que uneix el seu compromís social i la seva passió pel periodisme narratiu.